# Візит інспектора (фільм, 2015)
«Візит інспектора» (англ. An Inspector Calls) — телефільм режисера Ейслінга Волша, який вийшов на екрани в 2015 році. Екранізація однойменної п'єси Джона Бойнтона Прістлі. Історія зосереджена на таємничому інспекторі, якого розслідування обставин самогубства молодої жінки приводить у маєток Бірлінгів, де він застає родину та їхнього гостя за вечерею. Вперше фільм показали на телеканалі BBC One 13 вересня 2015 року.

## Сюжет
Дія фільму відбувається в 1912 році та прослідковує події одного вечора. Родина багатого фабриканта Артура Бірлінга збирається на вечерю, щоб відзначити заручини його дочки Шейли з спадкоємцем іншої впливової сім'ї Джеральдом Крофтом. Тихий вечір порушує поява загадкового інспектора поліції, який повідомляє про самогубство якоїсь Єви Сміт — простої робочої дівчини. Бірлінги спочатку дивуються, яке відношення вони мають до даної події. Однак поступово з розмови з інспектором починає з'ясовуватися, що кожен присутній так чи інакше посприяв зануренню Єви в злидні і відчай, які привели до такого трагічного фіналу... «Інспектор» залишає принишклу групу з попередженням про те, що люди несуть спільну відповідальність одне за одного і що цей урок незабаром доведеться засвоювати «у вогні, крові та муках» — очевидне посилання на початок Першої світової війни через два роки. У завершальних сценах з'ясовується, що інспектор не є справжнім поліціянтом, і можна припустити, що він є якоюсь формою надприродного посланця.

## Акторський склад
- Девід Тьюліс — інспектор Гул
- Софі Рандл — Єва Сміт
- Кен Стотт — Артур Бірлінг
- Міранда Річардсон — Сібіл Бірлінг, дружина Артура
- Хлоя Піррі — Шейла Бірлінг, дочка Артура і Сібіл
- Фінн Коул — Ерік Бірлінг, син Артура і Сібіл
- Кайл Соллер — Джеральд Крофт, наречений Шейли
- Флора Ніколсон — міс Френсіс
- Люсі Чаппелль — Една
- Гері Девіс — олдермен Меггарті
- Ванда Опалінська — благодійниця

## Виробництво
У лютому 2015 року почали знімання в Солтейрі, Західний Йоркшир. Попри те, що зовнішні кадри фабрики знімали в Солтейрі, внутрішні кадри знімали в фабриці Квін Стріт на околиці Бернлі, Ланкашир. Для цього фільму в середині Ткацького сараю був побудований повнорозмірний офіс, який був демонтований після завершення фільмування. Також велика кількість сцен була знята в Скемпстон-холі, недалеко від Малтона, та в ринковому місті Малтон.
Як і версія 1954 року, ця адаптація використовує флешбеки описаних подій (що дозволяє усунути деякий діалог), а також додаткові сцени, що дозволяють більше дізнатися про життя та смерть Єви та Інспектора після того, як він залишає будинок Бірлінгів.
Більшість дій у цій п’єсі відбувається у домі Бірлінгів. Для постановки 2015 року інтер’єр їдальні знімали в Скемпстон-холі.

## Нагороди та номінації
- 2016 - премія Гільдії тележурналістів (Broadcasting Press Guild) за кращу теледрами.
- 2016 - номінація на премію BAFTA Television Craft Award за найкращий монтаж художнього фільму (Алекс Маккі).
- 2016 - номінація на премію Британського товариства кінооператорів за кращу операторську роботу в телевізійній драмі (Мартін Фурер).
- 2016 - номінація на премію Ірландської кіно- і телеакадемії за кращу режисуру драматичного фільму.

## Критика
Фільм переглянули майже шість мільйонів глядачів. Рецензія Аніти Сінгх для The Daily Telegraph була загалом позитивною. Вона писала, що фільм є «настільки гарною адаптацією, наскільки це можливо», і похвалила Хелен Едмундсон за її «гідну роботу з розширення драми».
Сем Волластон із The Guardian позитивно висловився у своєму огляді, написавши, що п'єса Прістлі може бути поставлена понад сто років тому, у 1912 році, але повідомлення та почуття — про соціальну відповідальність та спільну гуманність — залишаються важливими та актуальними... Інспектор Гул, чутливо адаптований тут Хелен Едмундсон, надзвичайно добре мандрує часом: це перетворюється на захопливе телебачення 21 століття.